# Villette-sur-Ain
Villette-sur-Ain è un comune francese di 692 abitanti situato nel dipartimento dell'Ain della regione dell'Alvernia-Rodano-Alpi.

## Società

### Evoluzione demografica
Abitanti censiti